# Бабахино (Московская область)
Бабахино — деревня в Талдомском районе Московской области России. Входит в состав сельского поселения Квашёнковское. Население — 1 чел. (2010).

## География
Расположена на севере Московской области, в северной части Талдомского района, примерно в 15,5 км к северу от центра города Талдома, на левом берегу впадающей в Угличское водохранилище реки Хотчи. Ближайшие населённые пункты — деревни Бакшеиха, Волково и Шадрино.

## Население
| 1859 | 1888 | 1926 | 2002 | 2006 | 2010 |
| ---- | ---- | ---- | ---- | ---- | ---- |
| 105  | ↘96  | ↗98  | ↘0   | ↗1   | →1   |

## История
В «Списке населённых мест» 1862 года Бабахино — владельческая деревня 2-го стана Калязинского уезда Тверской губернии по левую сторону Дмитровского тракта, в 42 верстах от уездного города, при реке Хотче, с 15 дворами и 105 жителями (44 мужчины, 61 женщина).
По данным 1888 года входила в состав Белгородской волости Калязинского уезда, проживало 18 семей общим числом 96 человек (51 мужчина, 45 женщин).
В 1915 году — 21 двор.
В 1922 году деревня вошла в состав Гражданской волости Ленинского уезда Московской губернии, образованной путём слияния Белгородской и Ново-Семёновской волостей Калязинского уезда Тверской губернии.
По материалам Всесоюзной переписи населения 1926 года — деревня Волковского сельского совета Гражданской волости Ленинского уезда, проживало 98 жителей (36 мужчин, 62 женщины), насчитывалось 22 крестьянских хозяйства.
С 1929 года — населённый пункт в составе Ленинского района Кимрского округа Московской области.
Постановлением ЦИК и СНК от 23 июля 1930 года округа как административно-территориальные единицы были ликвидированы. Постановлением Президиума ВЦИК от 27 декабря 1930 года городу Ленинску было возвращено историческое наименование Талдом, а район был переименован в Талдомский.
В 1954 году Волковский сельсовет был упразднён, а все его селения переданы Квашёнковскому сельсовету.
1963—1965 гг. — Бабахино в составе Дмитровского укрупнённого сельского района.
В 1994 году Московской областной думой было утверждено положение о местном самоуправлении в Московской области, сельские советы как административно-территориальные единицы были преобразованы в сельские округа.
1994—2006 гг. — деревня Квашёнковского сельского округа Талдомского района.
2006—2009 гг. — деревня сельского поселения Ермолинское Талдомского района.
В 2009 году деревня Бабахино вошла в состав сельского поселения Квашёнковское Талдомского муниципального района Московской области, образованного путём выделения из состава сельского поселения Ермолинское.